# Ransom (Kansas)
Ransom is een plaats (city) in de Amerikaanse staat Kansas, en valt bestuurlijk gezien onder Ness County.

## Demografie
Bij de volkstelling in 2000 werd het aantal inwoners vastgesteld op 338.
In 2006 is het aantal inwoners door het United States Census Bureau geschat op 286, een daling van 52 (-15,4%).

## Geografie
Volgens het United States Census Bureau beslaat de plaats een oppervlakte van
0,8 km², geheel bestaande uit land. Ransom ligt op ongeveer 766 m boven zeeniveau.

## Plaatsen in de nabije omgeving
De onderstaande figuur toont nabijgelegen plaatsen in een straal van 32 km rond Ransom.